# إفريقيا باراديس (فلم)
أفريقيا باراديس (بالإنجليزية: Africa Paradis) هو فيلم خيالي ساخر صدر عام 2006 من كتابة وإخراج الممثل البنيني سيلفستر أموسو. أُنتج الفيلمُ في فرنسا وبنين وكان القصد منه التعليق على وضع اللاجئين الأفارقة في أوروبا.

## طاقم التمثيل
هذه قائمةٌ بأبرز الممثلين والممثلات الذين شاركوا في تصوير الفيلم:
- ستيفان رو في دور أوليفييه موريل
- إريك إيبواني في دور مدولا
- سيلفستر أموسو في دور موديبو كودوسو
- شارلوت فيرميل في دور بولين
- ساندرين بولتو في دور كليمنس
- ميلين فاجرام في دور كودوسو
- إميل أبوسولو مبو في دور يوكوسي
- كريستيان جيبرت في دور وويتيك
- الشيخ دكوري في دور كوباو
- جان بيير بو في دور سيلفان
- ناتالي شابان في دور شارلوت
- نجواموي دياباتي في دور بابي
- سونيا كاجنا في دور مامي